# ザムトゲマインデ・リーベナウ
ザムトゲマインデ・リーベナウ (Samtgemeinde Liebenau) は、ドイツ連邦共和国ニーダーザクセン州ニーンブルク/ヴェーザー郡にかつて存在したザムトゲマインデ（集合自治体）である。ザムトゲマインデ・リーベナウは、ザムトゲマインデ・マルクローエおよびシュタイアーベルクとともに目的連合「ヴェーザー左岸」を形成していた。2021年11月1日にザムトゲマインデ・マルクローエと統合されてザムトゲマインデ・ヴェーザー＝アウエが成立して、本ザムトゲマインデは廃止された。

## 地理

### 位置
ザムトゲマインデ・リーベナウは、ヴェーザー川の中流（郡庁所在地のニーンブルク/ヴェーザーとは約15kmの距離にある）と氷河時代に形成されたニーンブルク＝メッペナー・ゲースト（ゲーストとは氷河谷に砂が堆積した地形）との間に広がっていた。

### 地質学
地形上の特徴は、氷河時代に形成された「ビンナー・シュルフト」（ビンネン峡谷）に見ることができる。約60万年前、スカンジナビア山地から巨大な氷河が南に押し出されてきた。土地は 300mから 400mの厚さの氷層で覆われた。氷塊は巨大な岩、土砂、崩れ石の塊を巻き込んでいった。やがて暖かくなり氷が溶けると岩は水底へ沈んだ。こうしてニーンブルク＝メッペナー・ゲーストが形成された。溶けて流れる水が周囲のゲーストに深い谷を刻んだ。ビンネン峡谷はこうして形成されたのである。

### 自治体の構成
このザムトゲマインデを構成する町村は、ビンネン、リーベナウ、ペンニヒゼールである。面積は 71.96km2であった。人口密度は約90人/km2と比較的少ない。

## 歴史
ザムトゲマインデ・リーベナウは、1967年7月1日に、ビンネン、ビューレン、グリッセン、ヘスターベルク、リーベナウ、ペンニヒゼールの 6町村で発足した。ニーンブルク/ヴェーザー地域の町村再編により、1974年に、ビンネン、ビューレン、グリッセンはビンネンに、ペンニヒゼールとヘスターベルクはペンニヒゼールに、それぞれ統合された。統合後のビンネン、ペンニヒゼール、リーベナウの 3町村で新たにザムトゲマインデ・リーベナウが改めて形成された。2021年11月1日にザムトゲマインデ・マルクローエと統合されてザムトゲマインデ・ヴェーザー＝アウエが成立して、本ザムトゲマインデは廃止された。

## 文化と見所
濃密な針葉樹、広葉樹の森には、標識のある遊歩道が設けられており、魅力的な環境の中で様々な体験ができる。
観光という点からは、ザムトゲマインデ・リーベナウはサイクリング・ツアー客が最も興味を持つ場所の一つである。ドイツ全土で有名なヴェーザー自転車道の別ルートが、このザムトゲマインデ内を通っている。標識が整備された自転車道は高く評価されており、特にリーベナウの森林地区「アム・ジュンデルン」、ビンネン峡谷、マインシェのフックスベルクヒュッテ付近である。フックスベルクヒュッテから数百m離れたボルステラー湿地の眺めも楽しい。

### 名物料理
リーベナウアー・シュパーゲルは、この地域の畑でとれたアスパラガスによる様々なバリエーションを持つ食品である。

## 経済と社会資本
様々な中規模企業の他、合成樹脂およびセメント産業がザムトゲマインデ・リーベナウの経済的重点をなしていた。
リーベナウには多くの手工業者がある。この町の長い手工業の伝統は広く知られている。

### 交通
旧ザムトゲマインデ・リーベナウへは州道351号線経由でアクセスする。

### 公共施設
旧ザムトゲマインデ・リーベナウの地域内には、屋内プールや様々なスポーツ施設、レクリエーション施設がある。また、青年の家もある。